# 1350年
| 千纪： | 2千纪 |
| 世纪： | 13世纪 \| 14世纪 \| 15世纪                                                                                 |
| 年代： | 1320年代 \| 1330年代 \| 1340年代 \| 1350年代 \| 1360年代 \| 1370年代 \| 1380年代                           |
| 年份： | 1345年 \| 1346年 \| 1347年 \| 1348年 \| 1349年 \| 1350年 \| 1351年 \| 1352年 \| 1353年 \| 1354年 \| 1355年 |
| 纪年： | 庚寅年（虎年）；元至正十年；越南紹豐十年；日本南朝正平五年，北朝貞和六年，觀應元年                         |

## 大事记
- 脱脱被任命为中书右丞相，發行新鈔票「至正交鈔」。
- 觀應擾亂，足利尊氏與其弟足利直義對立，北朝內亂。
- 8月29日——英王愛德華三世在溫奇爾西海戰戰勝法軍聘請的卡斯提爾王國海軍。
- 萊昂和卡斯蒂利亞國王阿方索十一世在圍攻直布羅陀時死於鼠疫，「暴君」佩德羅一世登基為卡斯蒂利亞國王。

## 出生
- 曼努埃爾二世（1350年－1425年，75岁），拜占庭帝國皇帝。

## 逝世
- 3月26日——阿方索十一世，萊昂和卡斯蒂利亞國王。
- 8月22日——腓力六世，法國瓦盧瓦王朝國王。（1293年出生，57岁）